# كروياء
كمون أرمين أو الكَرَوْيَاء أو کراویا أو كراوية (بالإنجليزية: Caraway)‏ و(الاسم العلمي: Carum carvi) هو نبات عطري يتبع الفصيلة الخيمية.

## الأسماء
ومن أسمائه: الكراويا أو الكراوية أو الكمون الأرمني أو الكَرَويا أو الكَرْوِيا أو الكَرَه أو الكَرْوَيَه أو الشَّاهزِيرة أو التِّقْرِد أو الفَعَس.

## الوصف النباتي

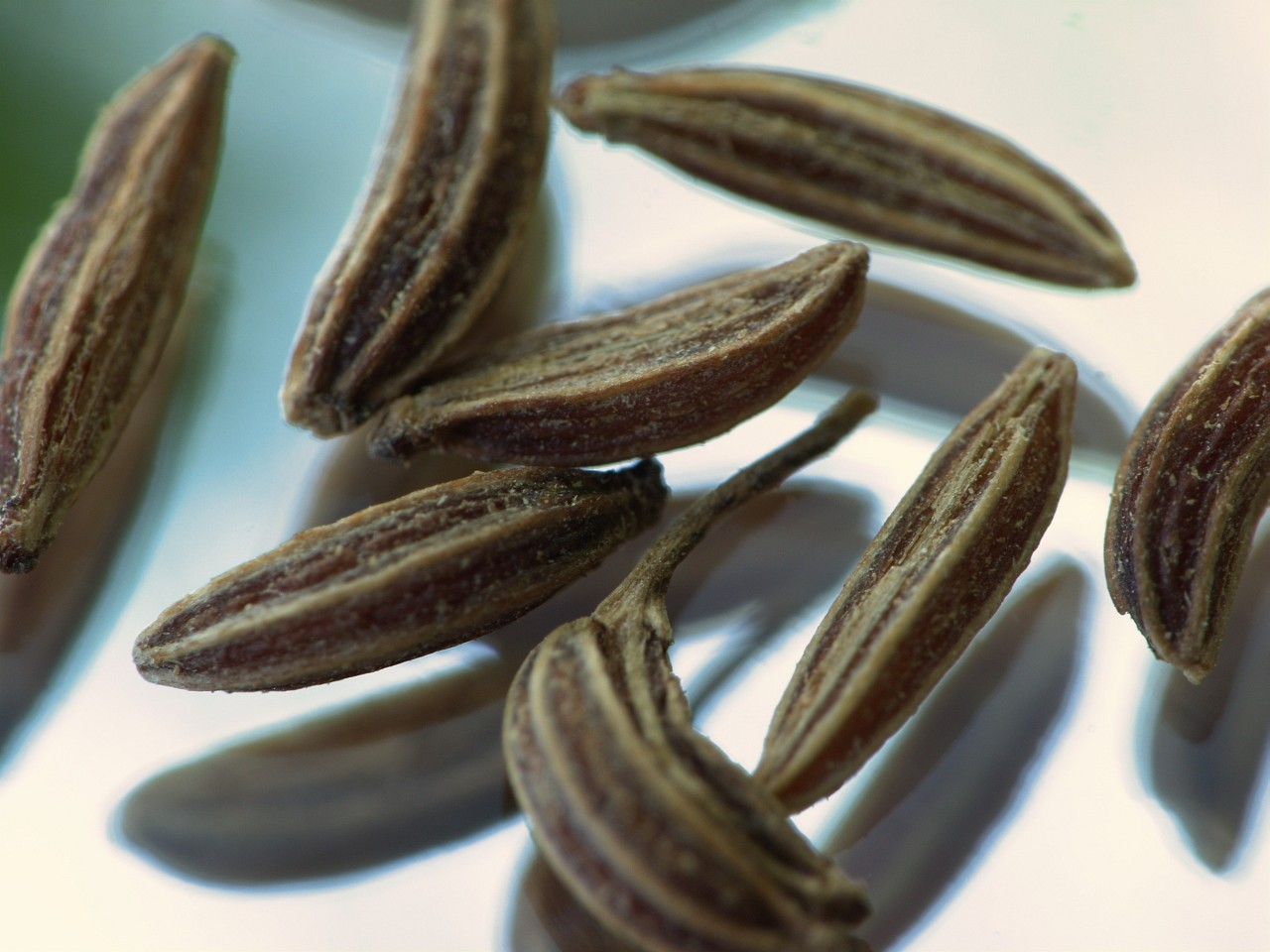
بذور الكراويا

## الأهمية الشعبية
جرت العادة في بعض البلدان العربية على تقديم مشروب مغلي الكراوية، كما تقدم الكراوية للنفساء حسب العادات الشامية، حيث تقدم كذلك للذين يأتون للتهنئة بالمولود الجديد، فتقدم الكراوية بعد وضع المكسرات ومبروش جوز الهند على وجه الكراوية.

## الاستعمالات الطبية
- مفيدة لعلاج الانتفاخات والمغص.
- تطرد الرياح وتساعد على هضم الطعام.
- زيت الكراويا مطهر جيد ومهدئ للأطفال.
- تساعد في إزالة احتقانات الجهاز الهضمي وطرد الغازات المعوية والانتفاخ.[10]
- يفيد المستحلب لمعالجة انتفاخ البطن، كما يعطى للنساء في الأيام الأولى للنفاس لإدرار الحليب.
- تستعمل الكراويا من الظاهر لعلاج المغص لدى الأطفال بأن يملأ كيس صغير من القماش بالثمار ويسخن ويوضع فوق البطن.
- يدلك جدار البطن بزيت الثمار لتسكين المغص المعوي ولطرد الغازات ولتسكين آلام أسفل البطن.

## المعلومات الغذائية
تحتوي كل ملعقة كبيرة من الكراوية (6.7غ)، بحسب وزارة الزراعة الأميركية  على المكونات الغذائية التالية:
- الطاقة: 22 سعرة
- الدهون: 0.98 غ
- الدهون المشبعة: 0.042 غ
- الكاربوهيدرات: 3.34 غ
- الألياف: 2.5 غ
- البروتينات: 1.33 غ
- الكولسترول: 0